# Maurizio Mannelli
Maurizio Mannelli   (Roma, 1 de gener de 1930 - Nàpols, 24 de maig de 2014) va ser un nedador i waterpolista italià que va competir durant les dècades de 1940 i 1950.
Com a nedador guanyà diversos campionats nacionals, però on va destacar més fou en el waterpolo. El 1952 va prendre part en els Jocs Olímpics de Hèlsinki, on va guanyar la medalla de bronze en la competició de waterpolo.
També guanyà una medalla de bronze al Campionat d'Europa de waterpolo de 1954 i la d'or als Jocs del Mediterrani de 1955.